# J.L. Austin
John Langshaw Austin (bedst kendt som J. L. Austin) (født 26. marts 1911 i Lancaster, død 8. februar 1960 i Oxford) var en britisk sprogfilosof en af dagligsprogsfilosofferne, som er bedst kendt for at udvikle teorien om talehandlinger i sin bog How to do things with words (1955/1962) (Dansk titel Ord der virker). Austin modsagde det positivistiske sprogsyn der først og fremmest analyserede sproglige ytringer ud fra deres logiske form og sandhedsværdi. Austin mente at de færreste ytringer i virkeligheden har en sandhedsværdi, men at de snarere er en form for handling der udføres - hvad Austin kalder performative ytringer, eller lokutionære handlinger. Eksempler på performative ytringer er løfter eller spørgsmål, hvor selve ytringen udfører en handling i forhold til andre. Austin skelnede mellem to slags lokutionære handlinger: illokutionære handlinger (hvor selve ytringen udfører handlingen, f.eks. at love, at navngive, at true, at takke) og perlokutionære handlinger (hvor handlingens effekt opnås igennem ytringer, f.eks. at overtale, imponere, udvise respekt eller høflighed). Austin var professor ved Oxford University. Hans talehandlingsfilosofi udvikledes videre af John Searle.

## Udvalgte udgivelser
- Sense and Sensibilia, 1962, (ed. G. J. Warnock), Oxford: Clarendon Press. ISBN 0-19-824579-3
- How to Do Things with Words: The William James Lectures delivered at Harvard University in 1955, 1962 (eds. J. O. Urmson and Marina Sbisà), Oxford: Clarendon Press. ISBN 0-674-41152-8
- Philosophical Papers, 1961, 1970, 1979, (efterladte værker redigeret af J. O. Urmson and G. J. Warnock), Oxford: Oxford University Press. ISBN 0-19-824627-7